# Liste der Bodendenkmäler in Aßling
Auf dieser Seite sind die Bodendenkmäler in der oberbayerischen Gemeinde Aßling zusammengestellt. Diese Tabelle ist eine Teilliste der Liste der Bodendenkmäler in Bayern. Grundlage ist die Bayerische Denkmalliste, die auf Basis des Bayerischen Denkmalschutzgesetzes vom 1. Oktober 1973 erstmals erstellt wurde und seither durch das Bayerische Landesamt für Denkmalpflege geführt wird. Die folgenden Angaben ersetzen nicht die rechtsverbindliche Auskunft der Denkmalschutzbehörde.

## Bodendenkmäler der Gemeinde Aßling

### Bodendenkmäler im Ortsteil Aßling
| Lage              | Objekt | Akten-Nr.     | Bild |
| ----------------- | --- | ------------- | ---- |
| Aßling (Standort) | Körpergräber des frühen Mittelalters. | D-1-7938-0001 |      |
| Aßling (Standort) | Untertägige mittelalterliche und frühneuzeitliche Befunde im Bereich der Katholischen Filialkirche St. Martin in Steinkirchen und ihrer Vorgängerbauten.                         | D-1-7938-0176 |      |
| Aßling (Standort) | Körpergräber (Tuffplattengräber) des frühen Mittelalters. | D-1-8037-0121 |      |
| Aßling (Standort) | Untertägige mittelalterliche und frühneuzeitliche Befunde im Bereich der Katholischen Filialkirche St. Ursula (ehemalige St. Nikolaus) in Niclasreuth und ihrer Vorgängerbauten. | D-1-8037-0132 |      |
| Aßling (Standort) | Körpergräber des frühen Mittelalters sowie Burgstall des hohen und späten Mittelalters.                                                                                          | D-1-8038-0003 |      |
| Aßling (Standort) | Siedlung vorgeschichtlicher Zeitstellung. | D-1-8038-0006 |      |
| Aßling (Standort) | Untertägige mittelalterliche und frühneuzeitliche Befunde im Bereich der Katholischen Filialkirche (ehemalige Pfarrkirche) St. Laurentius in Holzen und ihrer Vorgängerbauten.   | D-1-8038-0038 |      |
| Aßling (Standort) | Untertägige mittelalterliche und frühneuzeitliche Befunde im Bereich der Katholischen Pfarrkirche St. Georg in Aßling und ihrer Vorgängerbauten.                                 | D-1-8038-0146 |      |
| Aßling (Standort) | Erdstall des hohen Mittelalters sowie Hofwüstung des späten Mittelalters und der frühen Neuzeit (Bichl).                                                                         | D-1-8038-0151 |      |

### Bodendenkmäler im Ortsteil Loitersdorf
| Lage                   | Objekt | Akten-Nr.     | Bild |
| ---------------------- | --- | ------------- | ---- |
| Loitersdorf (Standort) | Körpergräber (Tuffplattengräber) des frühen Mittelalters. | D-1-7937-0001 |      |
| Loitersdorf (Standort) | Körpergräber (Tuffplattengräber) des frühen Mittelalters. | D-1-7937-0002 |      |
| Loitersdorf (Standort) | Abschnittsbefestigung des frühen Mittelalters (Schlossberg). | D-1-8037-0007 |      |
| Loitersdorf (Standort) | Untertägige mittelalterliche und frühneuzeitliche Befunde im Bereich der Katholischen Filialkirche St. Andreas in Loitersdorf mit aufgelassenem Friedhof.                                                          | D-1-8037-0123 |      |
| Loitersdorf (Standort) | Untertägige mittelalterliche und frühneuzeitliche Befunde im Bereich der Katholischen Filialkirche St. Laurentius in Lorenzenberg und ihrer Vorgängerbauten.                                                       | D-1-8037-0127 |      |
| Loitersdorf (Standort) | Untertägige mittelalterliche und frühneuzeitliche Befunde im Bereich der Katholischen Filialkirche St. Ägidius in Dorfen und ihrer Vorgängerbauten sowie Körpergräber (Tuffplattengräber) des frühen Mittelalters. | D-1-8037-0129 |      |
| Loitersdorf (Standort) | Burgstall mit Turmhügel des hohen Mittelalters. | D-1-8037-0175 |      |